# Stadtspielwerk

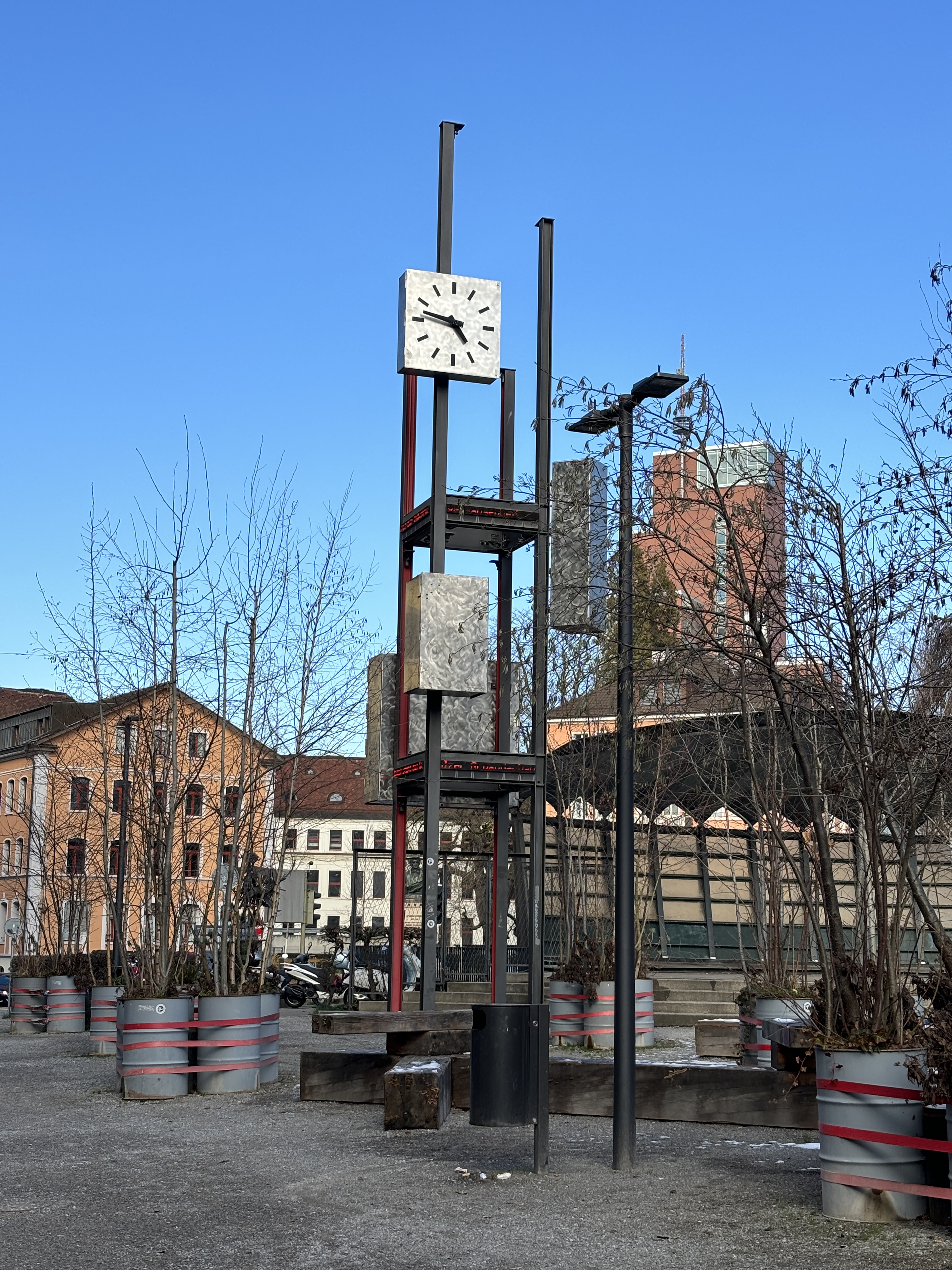
Stadtspielwerk auf dem Merkurplatz in Winterthur

Das Stadtspielwerk ist eine mechanische Eisenplastik in Winterthur.

## Beschreibung
Die Plastik befindet sich auf dem Merkurplatz im Stadtzentrum. Die Metallkonstruktion nimmt die Form eines elf Meter hohen Uhrenturms mit Aussenmassen von 3 mal 3 Metern an und besteht aus vier stabilen Eisenträgern unterschiedlicher Höhen. Das Stadtspielwerk beherbergt neben der Uhr und den LED-Anzeigen drei mechanische Spielwerke in verschiedenen Metallboxen. Diese werden mehrmals am Tag geöffnet und treten ähnlich einem Glockenspiel in Bewegung. Dabei werden Motive wie Lokomotiven, Figuren, Zahnräder und Antriebe enthüllt. Das Kunstwerk erzeugt währenddessen akustische Effekte wie Hämmern, Klingeln, Klappern und Rattern. Dieser Vorgang dauert circa drei Minuten und wiederholt sich regelmässig zur vollen Stunde, jeweils zwischen 10 und 22 Uhr.

## Entstehung
Das Stadtspielwerk wurde 2014 im Zuge des Jubiläums «750 Jahre Winterthurer Stadtrecht» eröffnet und soll als Hommage an die Winterthurer Industrietradition dienen. Initiant war der Oberwinterthurer Remo Strehler, die Ausführung erfolgte durch das Winterthurer Künstlerduo «ChrisPierre Labüsch» (Christoph Landolt und Peter Büschlen). Die Plastik wurde durch einen privaten Verein mit 350'000 Franken finanziert.

## Galerie

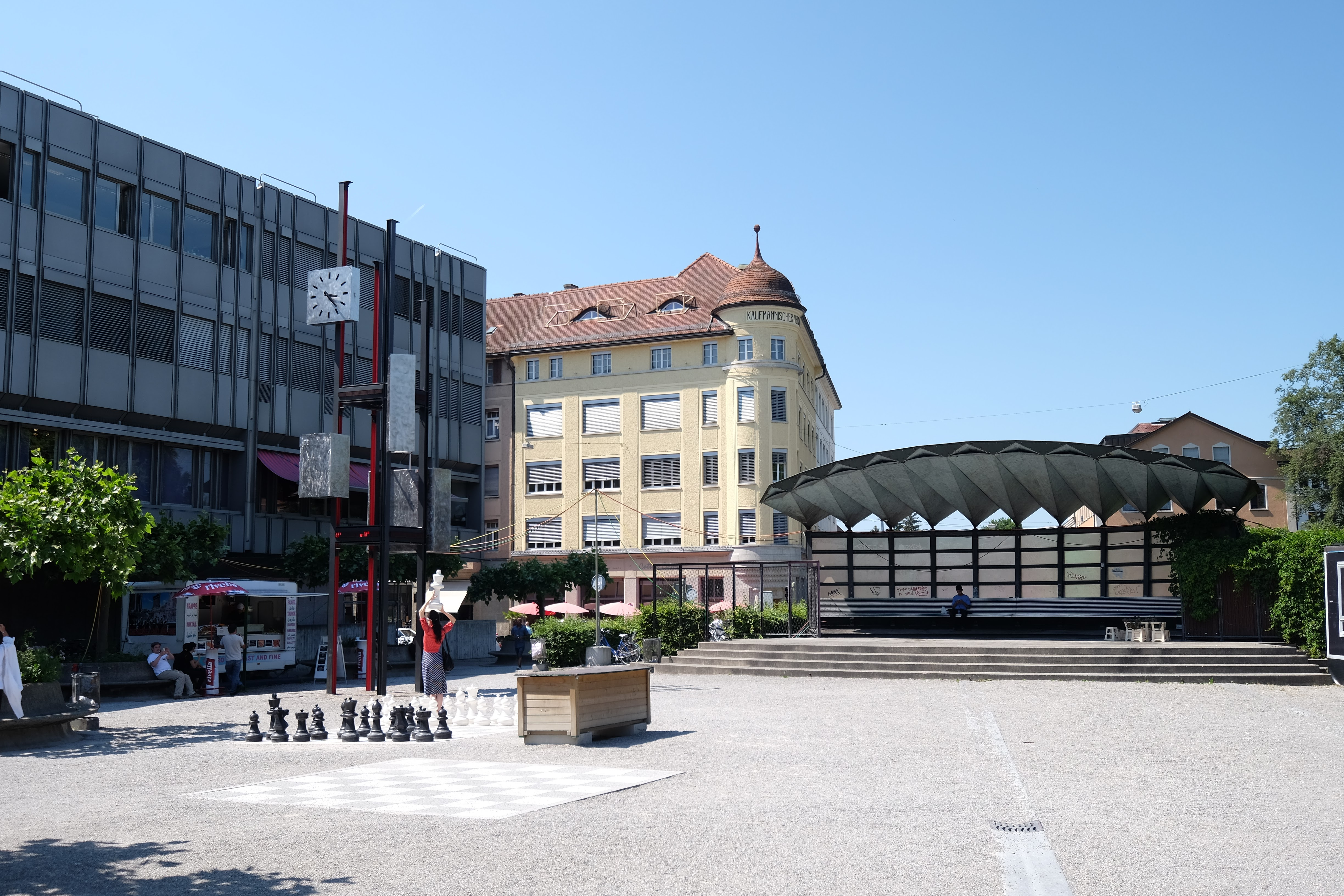
Merkurplatz mit Stadtspielwerk (links)
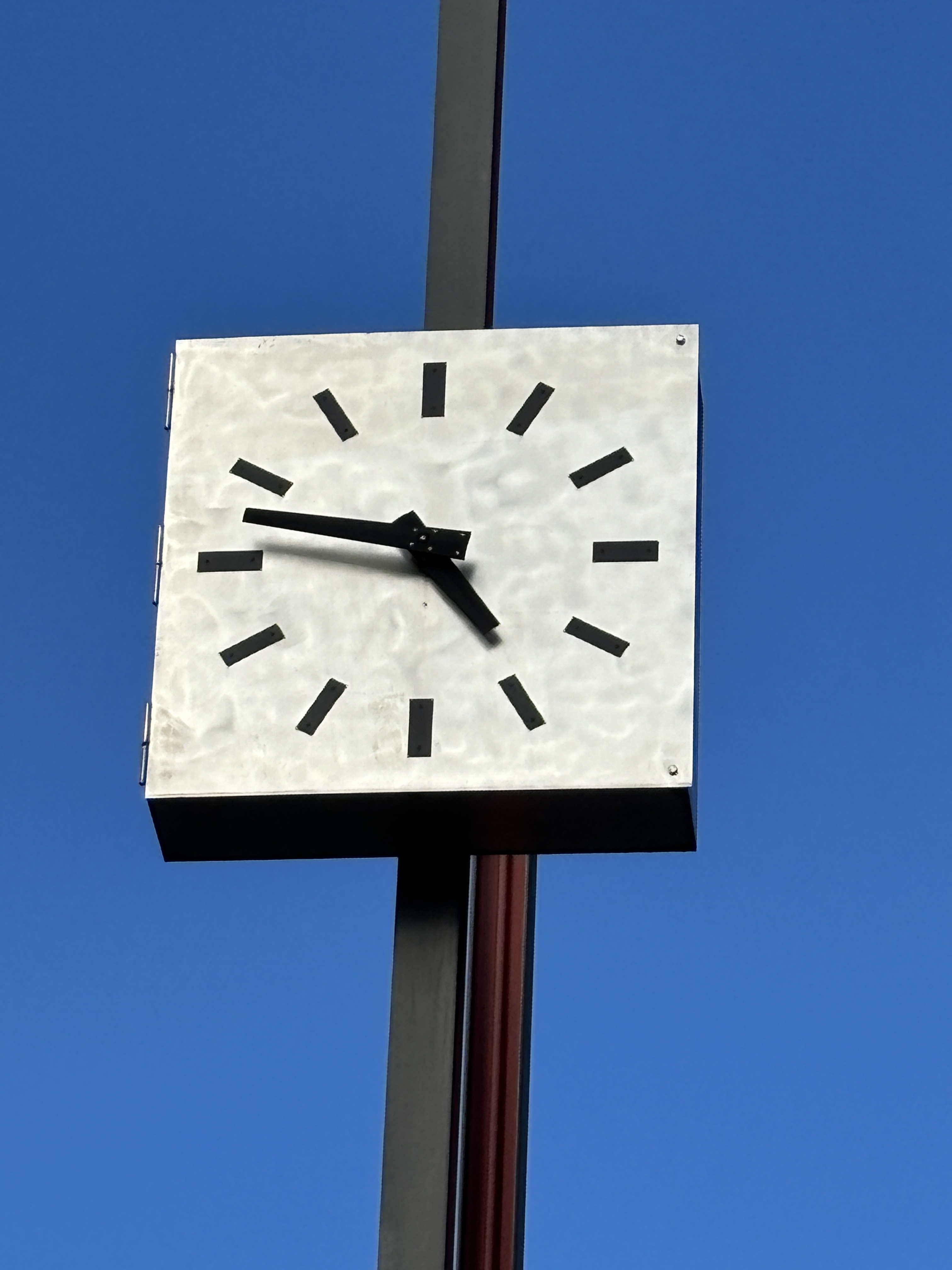
Detailansicht Uhr
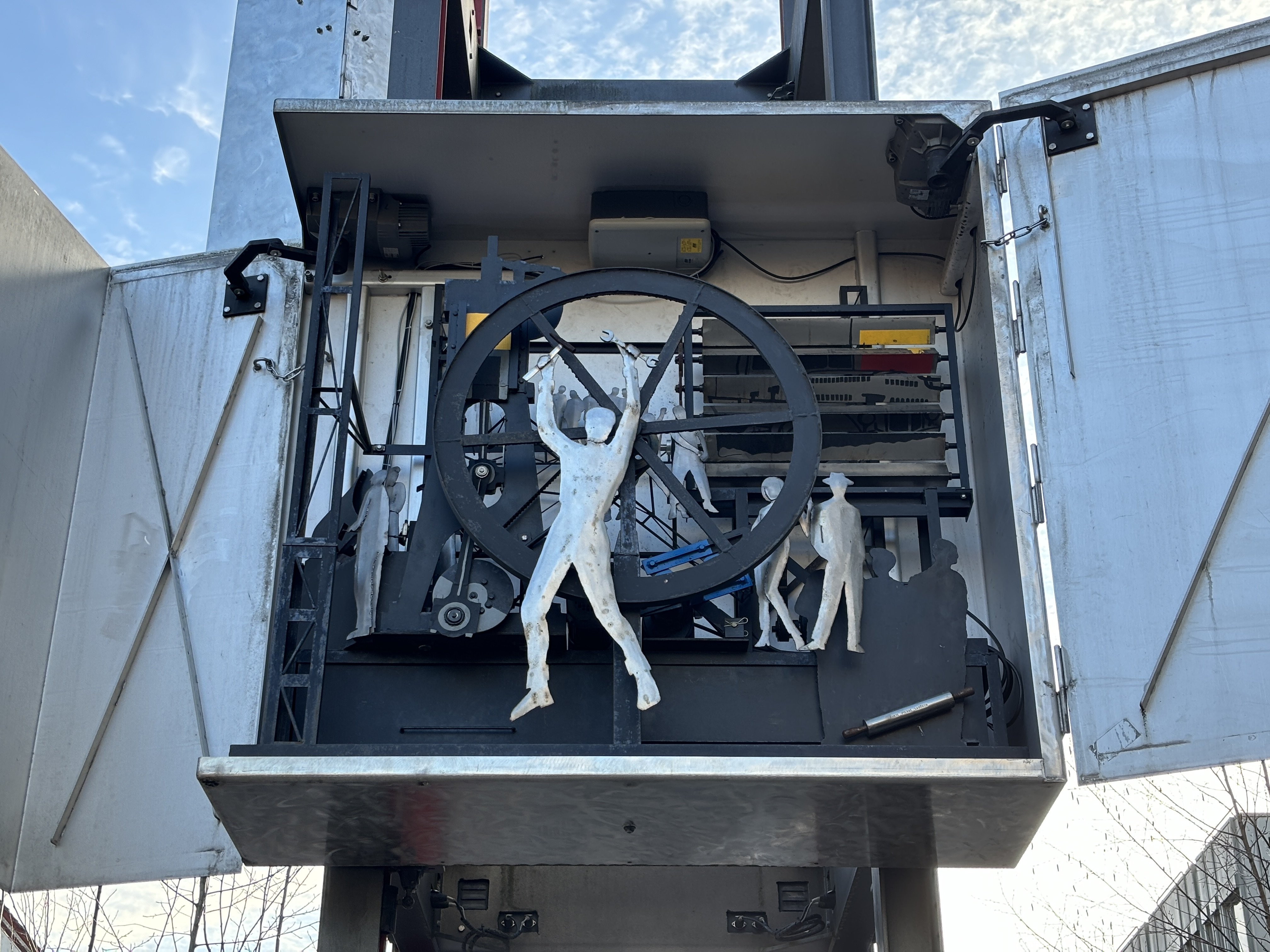
Geöffnete Metallbox
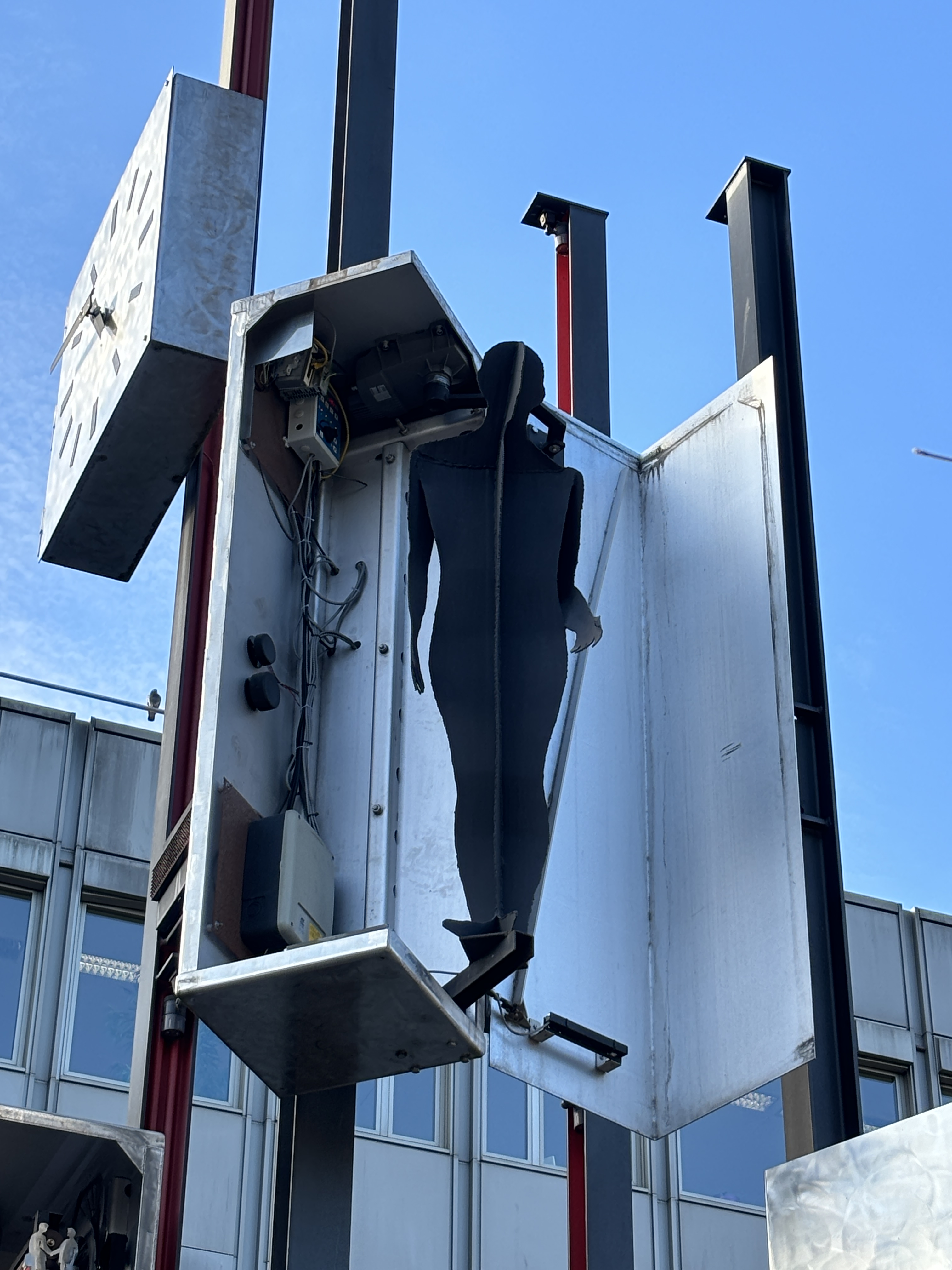
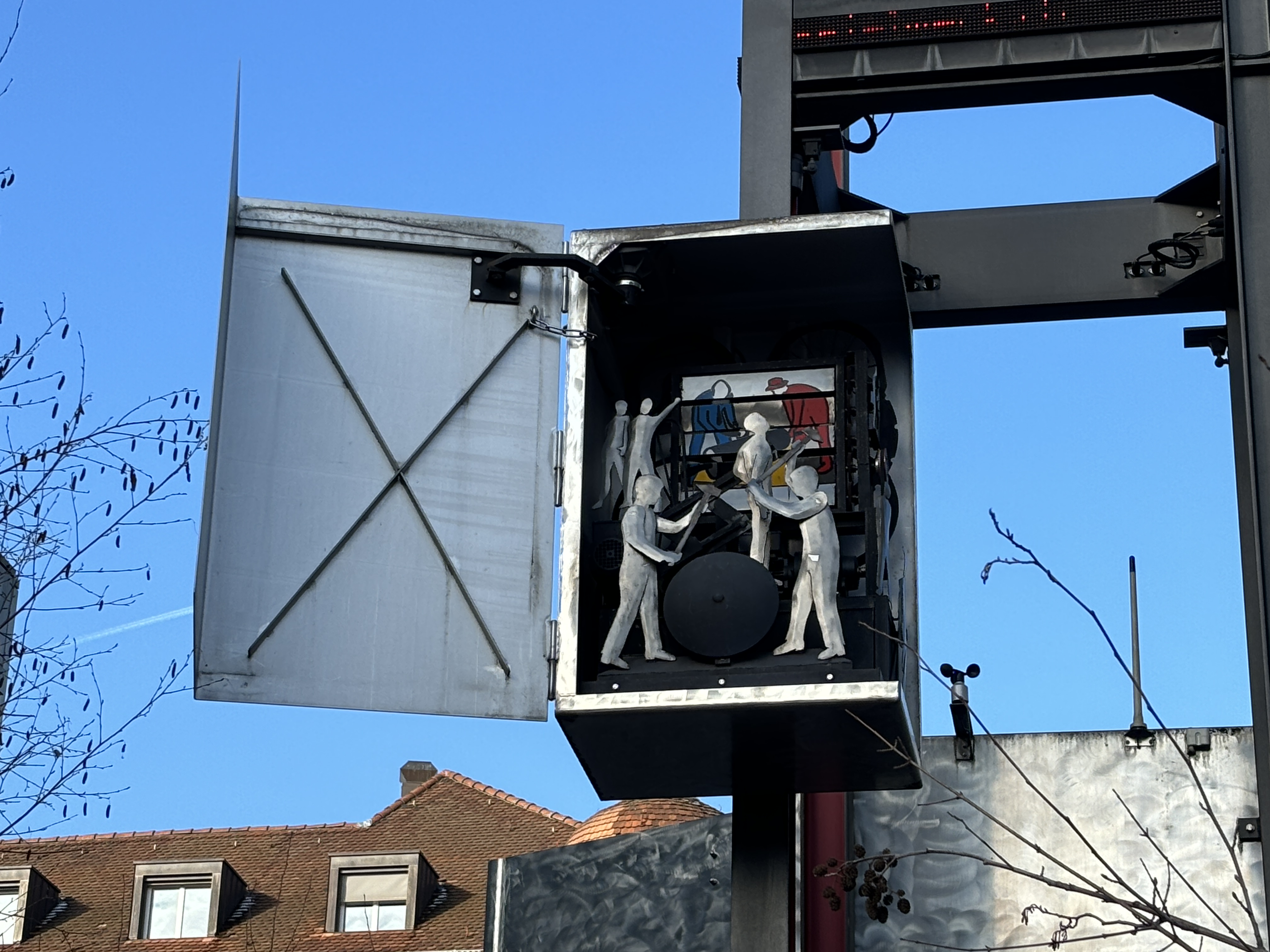